# Somoni
Somoni (TJS) er Tadsjikistans valuta. 
1 somoni svarer ca. til 0,70 danske kroner (per 2019). Valutaen er opkaldt efter faderen af Tadsjikistan, Isma'il ibn Ahmad (også kendt som Ismoil Somoni).

## referencer
1. ↑  "Tadsjikistan Somoni valutakurs". valutaomregneren.dk. Hentet 15. februar 2019.